# Calliptamus plebeius
Calliptamus plebeius är en insektsart som först beskrevs av Walker, F. 1870.  Calliptamus plebeius ingår i släktet Calliptamus och familjen gräshoppor. IUCN kategoriserar arten globalt som livskraftig.

## Underarter
Arten delas in i följande underarter:
- C. p. plebeius
- C. p. bifasciata

## Bildgalleri

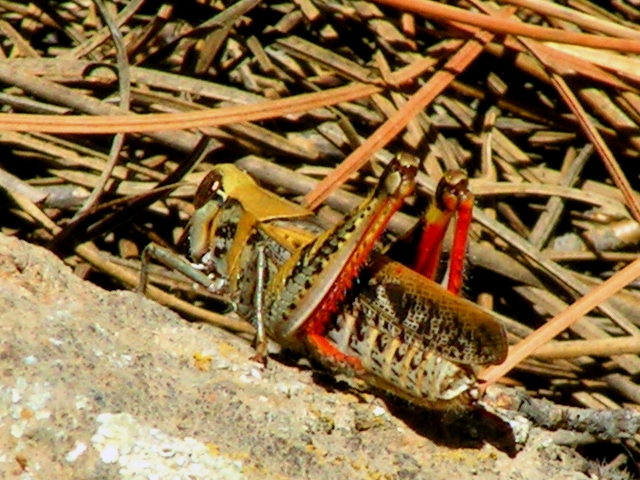
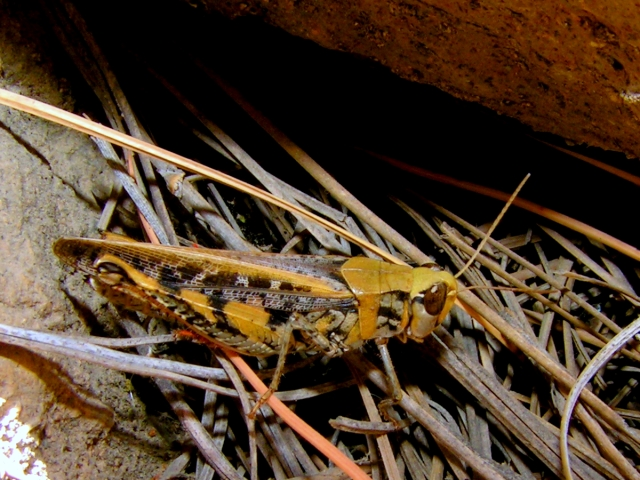